# Trest smrti v Nizozemsku
Trest smrti v Nizozemsku byl v trestním právu zrušen roku 1870 poté, co jej Staten-Generaal uznaly za krutý a necivilizovaný. Návrh zákona představil liberálně-katolický ministr spravedlnosti Franciscus van Lilaar a před jeho schválením byl sedm dní projednáván v Senátu i ve Sněmovně reprezentantů. Po zrušení trestu smrti byl zaveden trest odnětí svobody na doživotí.

## Historie
Ve středověku a v době existence Republiky spojených nizozemských provincií mohl být trest smrti uložen za mnoho různých trestných činů. Způsob vykonání trestu závisel na spáchaném zločinu a na společenském postavení odsouzence. Tato praxe se změnila během francouzské okupace Nizozemska na počátku 19. století. Francouzi v zemi zavedli nový trestní zákoník Code pénal, který legalizoval jako jediný způsob popravy stětí gilotinou. Několik let po získání nezávislosti bylo v roce 1815 v Nizozemském království jako způsob popravy zavedeno stětí hlavy mečem nebo oběšení. V praxi byli odsouzenci na smrt vždy věšeni.
Postupně se vykonání popravy stávalo čím dál vzácnější. Král odsouzence pravidelně omilostňoval a sílil i odpor k barbarským popravám vykonávaným na veřejnosti, které vždy přitahovaly velké davy lidí. Poslední poprava za zločin podle běžného trestního práva byla vykonána v Maastrichtu dne 31. října 1860. Toho dne byl oběšen Johannes Nathan za vraždu své tchyně.
V roce 1870, po sedmidenní debatě v dolní a horní komoře parlamentu, byl trest smrti odstraněn z běžného trestního práva zavedením nového zákona. Touto novelou trestního zákona byl trest smrti nahrazen doživotním trestem odnětí svobody. Nový zákon se setkal s nevolí veřejnosti v roce 1876 poté, co byl k trestu odnětí svobody na doživotí odsouzen Hendrik Jut. Mnozí obyvatelé požadovali, aby byl odsouzen k trestu smrti. To v roce 1881 otevřelo parlamentní diskuzi o otázce trestu smrti. Na jedné straně byli zastánci trestu smrti vedení Alexanderem de Savornin Lohmanem, kteří v trestu smrti viděli jeho biblický základ. Na druhé straně stáli odpůrci trestu smrti vedení mj. Pieterem van Bemmelenem a ministrem spravedlnosti Anthonym Moddermanem. Odpůrci trestu smrti v debatě zvítězili a rozhodnutí z roku 1870 bylo potvrzeno.

### Druhá světová válka
V roce 1939 proběhla debata o možném znovuzavedení trestu smrti pro vlastizrádce. Tuto diskuzi ukončila německá invaze v květnu 1940. Dne 12. května 1940 odsoudily nizozemské úřady seržanta Chrise Meijera k trestu smrti za dezerci a ten byl následně popraven. Ve stejný den byli za stejný trestný čin zastřeleni dva vojáci, Joost van Wingerden a Hendrikus Steenbeek, na zahradě policejní stanice v Bredě. Ti však byli zastřeleni bez válečného soudu.

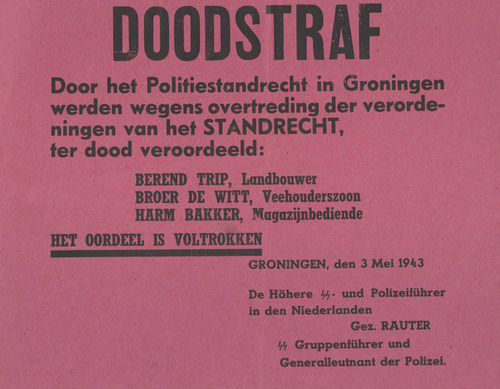
Oznámení o vykonání trestu smrti v Groningenu, 3. května 1943

Během okupace byl trest smrti znovu zaveden a široce aplikován německými úřady. Okupační síly navíc bez soudu a v rozporu s válečnými zákony prováděly rozsáhlé odvetné popravy na civilním obyvatelstvu.
Po druhé světové válce se nizozemská exilová vláda rozhodla trest smrti znovu zavést, neboť se obávala, že jinak by obyvatelstvo „vzalo zákon do vlastních rukou“. V roce 1945 začalo masivní pronásledování zrádců a kolaborantů. V letech 1945 až 1952 byly Bijzonder Gerechtshof, zvláštním soudem, odsouzeny desetitisíce lidí. Z nich bylo několik válečných zločinců z období druhé světové války odsouzeno i k trestu smrti. Celkem si nejvyšší rozsudek vyslechlo 154 lidí, z nichž bylo 39 skutečně popraveno. Nizozemsko v té době mělo zvláštní popraviště.
Tito lidé byli odsouzen za zradu Nizozemska a deportaci nizozemských Židů. Posledními osobami, které byly na území Nizozemska popraveny podle vojenského práva, byli důstojníci SS Andries Jan Pieters a Artur Albrecht. Popraveni byli v březnu 1952. Poslední ženou popravenou v Nizozemsku byla Ans van Dijk, která byla odsouzena za vyzrazení 700 skrývajících se Židů a za kolaboraci se Sicherheitsdienstem. Popravena byla dne 14. ledna 1948. Většina rozsudků smrti byla po odvolání změněna na doživotí a následovalo předčasné propuštění.

### Vojenské trestní právo
Ve vojenském právu zůstal trest smrti legální do roku 1983, kdy byl výslovně zakázán nizozemskou ústavou. V roce 1991 byly z nizozemského práva odstraněny všechny odkazy na trest smrti.